# Пам'ятники Гомеля
Стаття Пам'ятники Гомеля (біл. Помнікі Гомеля / Гомля, рос. Памятники Гомеля) присвячена міській скульптурі другого за величиною обласного центра Білорусі міста Гомеля. 
У сучасному Гомелі встановлено цілий ряд пам'ятників, меморіалів та пам'ятних знаків.
Як і повсюдно в Білорусі, у місті ретельно зберігаються монументи радянської доби — зокрема, меморіали, братські могили і пам'ятники на тему німецько-радянської війни, пам'ятники і скульптури Леніна (до 10), різноманітним радянським партійним і державним діячам. 
Від 1991 року в місті з'явились пам'ятники білоруським історичним і культурним персоналіям.
У Гомелі є 2 пам'ятника великим українцям — поетові і мислителю Тарасу Шевченку і гетьману Богдану Хмельницькому. 
У місті вшановано також низку російських державних і культурних діячів.
Пам'ятники Гомеля:
| Назва                                 | Рік встановлення                        | Розташування                                                                                 | Фото | Короткі відомості |
| Громика Андрія, бюст                  | 1983                                    | у центральній частині скверу імені Громико на вулиці Радянській                              |      | Погруддя радянського дипломата, міністра закордонних справ СРСР (1957—85) А.А. Громико встановлено 1983 року. Автори пам'ятника — скульптор І. Рукавішніков, архітектори А. Климочкін і М. Посохін). Являє собою бронзове погруддя заввишки 1,1 м, встановлене на циліндричному постаменті (заввишки 3 м).               |
| «Карандашу» клоуну (Рум'янцеву М. М.) | біля будівлі цирка (вул. Радянська, 27) | 2006                                                                                         |      | Пам'ятник видатному радянському клоуну М. М. Рум'янцеву, відомому за сценічним ім'ям «Карандаш» (рос. «Олівець») був встановлений 1 червня 2006 року. Автор — місцевий скульптор В'ячеслав Долгов. |
| Кирилу Турівському                    |                                         | на вулиці Радянській                                                                         |      | |
| Купали Янка, бюст                     |                                         |                                                                                              |      | |
| Леніна Володимира                     | 1958                                    | на площі Леніна (центральній)                                                                |      | Пам'ятник російському і радянському громадському, політичному і партійному діячеві Леніну встановлено на честь 40-ліття БРСР 1958 року. Автори — скульптор Ш. Мікатадзе і архітектор І. Спірін. Являє собою скульптуру Леніна заввишки 6 м, встановлену на 3-метровому постаменті.                                       |
| Паскевич Ірини, бюст                  |                                         |                                                                                              |      | |
| Рум'янцеву Миколаю                    |                                         |                                                                                              |      | |
| Сухого Павла, бюст                    | 1977                                    | на проспекті Леніна                                                                          |      | Погруддя радянського авіаконструктора П.Й. Сухого встановлено 1977 року. Автори пам'ятника — скульптор З. Віленський, архітектор В. Саєнко. Складається з прямокутного постаменту (3,5 м), облицьованого плитами чорного граніту і бронзового погруддя (10,2 м).                                                         |
| Хмельницькому Богданові               | 1958                                    | навпроти стадіону «Локомотив» на вулиці Б. Хмельницького                                     |      | Пам'ятник українському гетьманові Богданові Хмельницькому встановлений у 1958 році. |
| Чайковському Петрові                  |                                         |                                                                                              |      | |
| Шевченка Тараса, бюст                 | 2004                                    | у сквері Т.Г. Шевченка біля будівлі кінотеатру «Кастричнік» («Жовтень»; вул. Барикіна, 127). |      | Пам'ятник великому українському поету і мислителю Тарасові Шевченку було урочисто відкрито в рік 190-ї річниці від народження великого українця — 24 травня 2004 року. Скульптуру Кобзаря гомельській міській владі передала українська сторона, роботи з упорядкування скверу Т.Г. Шевченка здійснено коштом гомельчан. |

## Виноски
1. ↑  Пам'ятник легендарному клоуну Карандашу буде відкритий у Гомелі 1 червня [Архівовано 24 вересня 2016 у Wayback Machine.] // повідомл. від Інтерфакс-Білорусь за 26 травня 2006 року (рос.)
2. ↑  Пам'ятники Гомеля на www.gorodgomel.by. Архів оригіналу за 21 вересня 2008. Процитовано 8 січня 2010.
3. ↑  Представники України візьмуть участь у відкритті пам'ятника Тарасу Шевченку в Гомелі[недоступне посилання з червня 2019] на Офіційний портал Гомельського облвиконкому [Архівовано 26 жовтня 2009 у Wayback Machine.] (рос.)